# Джуэл Де’Найл
Джуэл Де’Найл (англ. Jewel De'Nyle) — американская порноактриса и режиссёр.
В январе 2003 года стала одним из совладельцев порностудии Platinum X Pictures, которая находится в Калифорнии. Её мать также порноактриса, снимается под псевдонимом De’Bella.

## Карьера

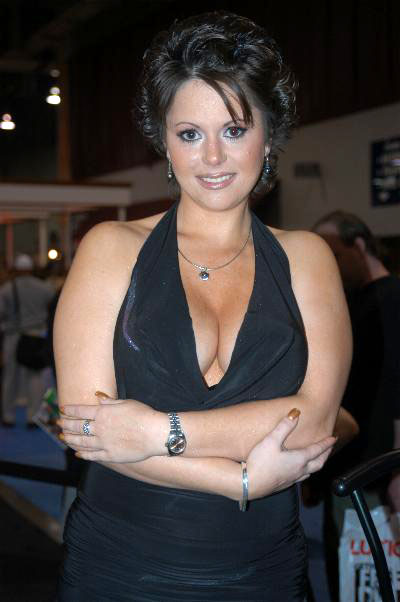
Де’Найл на AVN Expo в Лас-Вегасе, 2005 г.

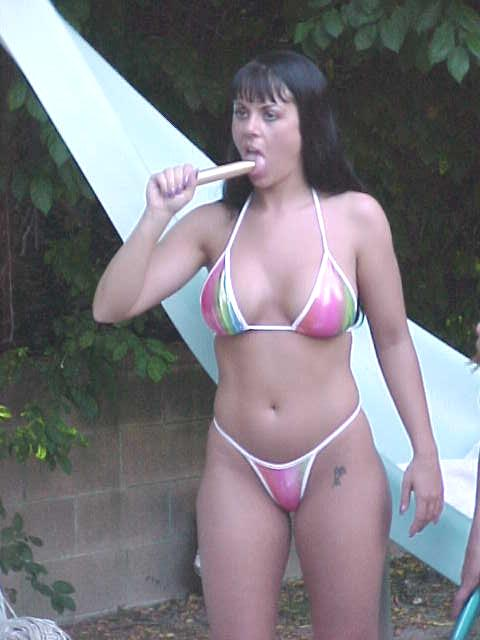

Начала карьеру в киноиндустрии для взрослых с помощью Селены Стил (Selena Steele).
Сняла более 80 фильмов в качестве режиссёра.

## Личная жизнь
Родилась у Дебби Шварц, с которой жила до 19 лет.
После входа в бизнес для взрослых в 1998 году завязывает двухлетние отношения с коллегой Питером Нортом.
Отождествляет себя как язычника и не верит в Бога.

## Награды
| Год  | Премия                      | Номинация                                | Работа                                  | Результат |
| ---- | --------------------------- | ---------------------------------------- | --------------------------------------- | --------- |
| 1999 | NightMoves Award            | Лучшая новая звезда (выбор редактора)    |                                         | Победа    |
| 2000 | XRCO Award                  | Лучшая старлетка                         |                                         | Победа    |
| 2000 | Hot d'Or                    | Лучшая новая американская старлетка      |                                         | Победа    |
| 2001 | XRCO Award                  | Женская роль года                        |                                         | Победа    |
| 2001 | XRCO Award                  | Лучшая Мужская/Женская Сексуальная Сцена | Xxxtreme Fantasies Of Jewel De’Nyle     | Победа    |
| 2001 | AVN Award                   | Лучшая исполнительница года              |                                         | Победа    |
| 2001 | AVN Award                   | Лучшая женская сцена секса - видео       | Dark Angels                             | Победа    |
| 2002 | XRCO Award                  | Женская роль года                        |                                         | Победа    |
| 2002 | XRCO Award                  | Оргазмическая аналистка                  |                                         | Победа    |
| 2002 | XRCO Award                  | Лучшая лесбийская сцена секса            | No Man’s Land 33                        | Победа    |
| 2002 | NightMoves Award            | Лучшая женская роль (выбор поклонников)  |                                         | Победа    |
| 2003 | AVN Award                   | Лучшая сцена анального секса - видео     | Babes in Pornland: Interracial Babes    | Победа    |
| 2004 | XRCO Award                  | Парная сексуальная сцена                 | Babes in Pornland 14: Bubble Butt Babes | Победа    |
| 2004 | Adam Film World Guide Award | Режиссер года                            |                                         | Победа    |
| 2005 | Adam Film World Guide Award | Режиссер года                            |                                         | Победа    |

- 2007 NightMoves Hall of Fame включена[4]
- 2009 AVN Hall of Fame — включена[10]
- 2009 Список членов славы XRCO — включена[11]